# Gouvernement Moermansk
Het gouvernement Moermansk (Russisch: Мурманская губерния, Moermanskaja goebernija) was een gouvernement (goebernija)  van de Russische Socialistische Federatieve Sovjetrepubliek. Het bestond van 1921 tot 1927. Het gouvernement ontstond uit het gouvernement Archangelsk door een decreet op 13 juni 1921 van het Heel-Russisch Centraal Uitvoerend Comité (VTsIK). De hoofdstad was Moermansk.